# چشمه‌سفید (طرهان)
چشمه سفید (کوهدشت)، روستایی از توابع بخش درب گنبد شهرستان کوهدشت در استان لرستان ایران است.

## جمعیت
این روستا در دهستان بلوران قرار دارد و براساس سرشماری مرکز آمار ایران در سال ۱۳۹۵، جمعیت آن ۸۳ نفر (۲۳خانوار) بوده‌است.